# 에리게니아
에리게니아(erigenia, 학명: Erigenia bulbosa 에리게니아 불보사[*])는 미나리아과의 단형 족인 에리게니아족(erigenia族, 학명: Erigenieae 에리게니에아이[*])의 단형 속인 에리게니아속(erigenia屬, 학명: Erigenia 에리게니아[*])에 속하는 유일한 종이다. 미국과 캐나다에 분포한다.